# Жабраилов, Лукман Зайнайдиевич
Лукма́н Зайнайди́евич Жабраи́лов (род. 27 апреля 1962, Хасавюрт, Дагестанская АССР) — советский и молдавский борец вольного стиля, чемпион и призёр чемпионатов СССР, призёр чемпионата Европы, чемпион мира, обладатель Кубка мира, мастер спорта СССР международного класса.

## Биография
Родился 27 апреля 1962 года. В 1976 году начал заниматься вольной борьбой под руководством старшего брата Руслана Жабраилова. В 1994—1996 годах выступал за «Спартак» (Кишинёв).
Жабраилов тренировал своего младшего брата Эльмади Жабраилова. На Олимпийских Играх 1992 года Эльмади стал серебряным призёром.
На Олимпийских играх 1996 года в Атланте Лукман Жабраилов, представлявший команду Молдавии, встретился с Эльмади, который выступал за Казахстан. В этой схватке победил младший из братьев, который и прошёл в следующий круг.

## Сыновья
- Жабраилов, Алихан Лукманович (1994) — борец вольного стиля, чемпион и призёр чемпионатов России, обладатель Кубка мира, мастер спорта России[2].
- Жабраилов, Шамхан Лукманович — борец вольного стиля, выступает за сборную команду Молдавии[2].

## Спортивные результаты
- Чемпионат СССР по вольной борьбе 1983 года — ;
- Чемпионат СССР по вольной борьбе 1984 года — ;
- Чемпионат СССР по вольной борьбе 1986 года — ;
- Чемпионат СССР по вольной борьбе 1987 года — ;
- Чемпионат СССР по вольной борьбе 1988 года — ;

### За команду Молдавии
- Серебряный призёр чемпионата Европы 1994 года (Рим);
- Чемпион мира 1994 года (Стамбул);
- Гран-при Германии в Лейпциге 1995 года;
- 9-е место на Олимпийских Играх 1996 года (Атланта);